# مطبخ كشميري

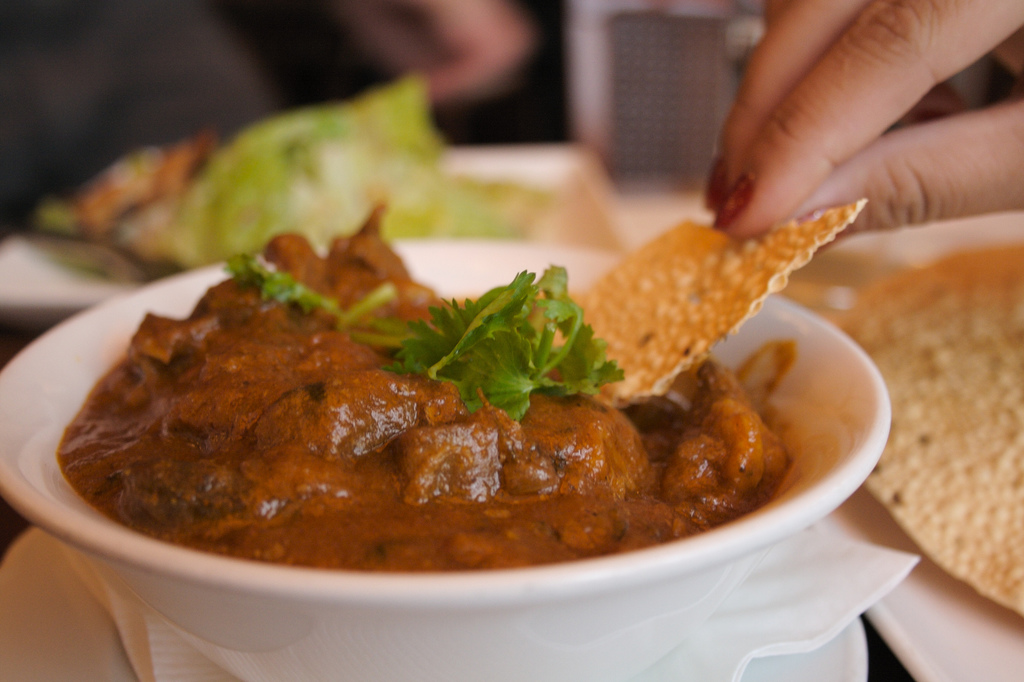

المطبخ الكشميري (الهندية: खाना कश्मीरी والأوردو: کشمیری کھانا) قد تطور على مدى مئات السنين وكان التأثير الرئيسي الأول عليه هو طعام الباندت الكشميري وهندوس الوادي. ثم تأثر المطبخ بالثقافات التي وصلت مع غزو تيمور لكشمير من منطقة أوزبكستان الحديثة. ولاحقا، فقد تأثر بقوة بمأكولات آسيا الوسطى وبلاد فارس وأفغانستان.
العنصر الأبرز في المطبخ كشمير هو لحم الضأن التي يوجد منه أكثر من 30 نوعا. والجدير الملاحظة أيضا هو كاري البالتي الشائع في المملكة المتحدة لطعمه المميز والتي جلبت بالأصل من قبل المهاجرين الباكستانيين من مواليد منطقة بالتستان من الشطر الباكستاني من كشمير.

## مطبخ البانديت الكشميري
مطبخ البانديت الكشميري يحتوي على مطبخ كشميري كبير. لحوم البقر ممنوعة في مطبخ البانديت الكشميري والمأكولات إسلامية، تمشيا مع التقاليد عمر الكشميري القديمة المعروفة باسم کشمیریت.